# 기화병가

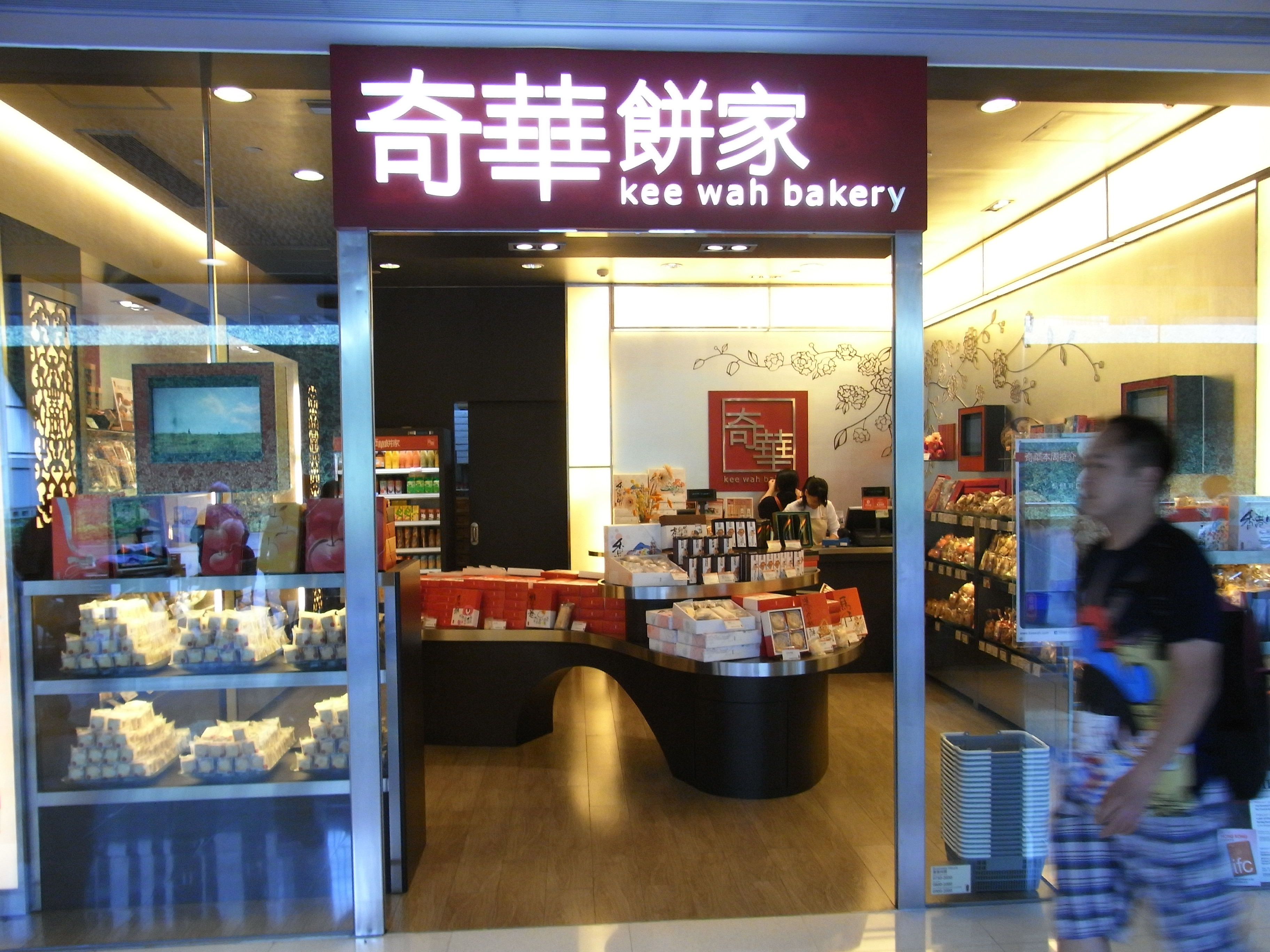
기화병가 ifc 몰점

기화병가(중국어: 奇華餅家, 영어: Kee Wah Bakery)는 홍콩의 제과업체이다. 1938년에 설립되었으며, 홍콩을 비롯하여 마카오, 일본, 타이완, 미국 등지에도 매장이 있다.